# Građanoviće
Građanoviće (cyr. Грађановиће) – wieś w Serbii, w okręgu raskim, w mieście Novi Pazar. W 2011 roku liczyła 11 mieszkańców.